# بخواب تا رؤیا ببینی
«بخواب تا رؤیا ببینی» (به انگلیسی: Sleep to Dream) ترانه‌ای از خواننده-ترانه‌پرداز آمریکایی فیونا اپل می‌باشد که در ۲۵ فوریهٔ سال ۱۹۹۷ از سوی ورک رکوردز و کلمبیا رکوردز به‌عنوان دومین تک‌آهنگ از نخستین آلبوم استودیویی وی تحت عنوان کشندی منتشر گردید.
اپل این ترانه را در چهارده سالگی نوشته‌است. او در زمان ضبط آلبوم کشندی هجده ساله بود. قطعات کشندی به‌شکلی رُک، بی‌رحمانه و خیلی اوقات زیبا رشد فیزیکی و احساسی یک دختر جوان را تصویر می‌کنند و «بخواب تا رؤیا ببینی» در میان‌شان نمونه‌ای شاخص است. اپل در این ترانه شخصی دروغگو و بیش از اندازه محافظه‌کار را با جمله‌هایی مثل «حتی نمی‌خوام قیافه‌تو ببینم چون بسیار آزار دهندست» سرزنش می‌کند.
ویدئوی «بخواب تا رؤیا ببینی» در مراسم سال ۱۹۹۷ ام‌تی‌وی، جایزهٔ «بهترین ویدئوی هنرمند جدید» را دریافت کرد.

## موقعیت در جدول‌های فروش
| چارت (۱۹۹۷)                     | بالاترین رتبه |
| ------------------------------- | ------------- |
| جدول‌های ای‌آرآی‌ای استرالیا       | ۱۵۹           |
| آفیشال چارتس اسکاتلند           | ۷۵            |
| مجلهٔ پی‌آرام کانادا              | ۷۸            |
| جدول تک‌آهنگ‌های بریتانیا         | ۷۹            |
| جدول ترانه‌های آلترنیتیو بیلبورد | ۲۸            |